# Travis Barker
Travis Landon „Trav” Barker (ur. 14 listopada 1975 w Fontanie w stanie Kalifornia) – amerykański muzyk, kompozytor i instrumentalista, perkusista.

## Życiorys
Naukę gry na perkusji rozpoczął w wieku pięciu lat.
Barker występował w zespołach takich jak The Aquabats, Blink-182, Transplants oraz Box Car Racer. W 2005 roku, po rozpadzie Blink-182 razem z Markiem Hoppusem założył grupę Plus 44. Komponował i nagrywał perkusję do piosenek Avril Lavigne, Black Eyed Peas, Pharrela Williamsa czy The Game.
Zagrał w filmie American Pie jako członek zespołu garażowego, razem z Markiem Hoppusem i Tomem DeLonge.
20 września 2008 Barker miał wypadek samolotowy. Na pokładzie prywatnego samolotu, którym mieli dolecieć na koncert znajdowało się 6 osób, z czego 4 (pilot, asystent i dwóch przyjaciół) zginęły na miejscu. Przeżyli tylko muzycy, Barker i Adam „DJ AM” Goldstein, zostali od razu przewiezieni do szpitala w stanie krytycznym, Barker doznał oparzeń 3 stopnia na torsie i nogach, DJ AM poparzenia 2 stopnia na ramieniu i głowie. Fani Barkera żeby dodać mu siły i pokazać, że są z nim, grali na perkusjach przed szpitalem w którym się znajdował.
W 2009 roku w plebiscycie magazynu branżowego „DRUM!” został wyróżniony tytułem „najlepszego perkusisty punkowego”.
15 marca 2011 nakładem wytwórni płytowej Interscope Records ukazał się debiutancki album artysty zatytułowany „Give the Drummer Some”. Gościnnie w nagraniach udział wzięli m.in. Lil Wayne, Game, Rick Ross, Snoop Dogg, Ludacris, Kid Cudi, E-40 czy Busta Rhymes.

## Życie prywatne
22 września 2001 ożenił się z Melissą Kennedy. Rozwiedli się 6 sierpnia 2002. 30 października 2004 poślubił Shana Moakler, byłą miss USA, modelkę „Playboya”, aktorkę. 8 lutego 2008 doszło do rozwodu. Ma dwoje dzieci – syna Landona (ur. 9 października 2003) i córkę Alabamę (ur. 24 grudnia 2005). Od 2021 roku spotyka się z Kourtney Kardashian. 

## Instrumentarium
- Bębny – Orange County Drum and Percussion
- Talerze i pałki – Zildjian
- Hardware – DW
- Naciągi – Remo
- Nagłośnienie i elektronika – Roland

## Dyskografia
| Rok  | Tytuł                                                  | Wykonawca           | Wydawca                              |
| ---- | ------------------------------------------------------ | ------------------- | ------------------------------------ |
|      | All Dressed Up And No Where To Go                      | Feeble              |                                      |
| 1997 | The Fury of the Aquabats!                              | The Aquabats!       | Golden Voice Records                 |
| 1999 | Enema of the State                                     | Blink-182           | MCA Records                          |
| 2000 | The Mark, Tom, and Travis Show: The Enema Strikes Back | Blink-182           | MCA Records                          |
| 2001 | Take Off Your Pants and Jacket                         | Blink-182           | MCA Records                          |
| 2002 | Box Car Racer                                          | Box Car Racer       | MCA Records                          |
| 2002 | Transplants                                            | Transplants         | Hellcat Records                      |
| 2003 | Blink-182                                              | Blink-182           | Geffen Records                       |
| 2003 | Try This                                               | Pink                | Geffen Records                       |
| 2004 | Back in the Mudd                                       | Bubba Sparxxx       |                                      |
| 2005 | Greatest Hits                                          | Blink-182           | Geffen Records                       |
| 2005 | Haunted Cities                                         | Transplants         | La Salle Records/Atlantic Records    |
| 2005 | Trill                                                  | Bun B               |                                      |
| 2006 | King                                                   | T.I.                |                                      |
| 2006 | Can I Have It like That                                | Pharrell            |                                      |
| 2006 | Throw Some D's                                         | Rich Boy            | iTunes                               |
| 2006 | Pump It                                                | The Black Eyed Peas |                                      |
| 2006 | When Your Heart Stops Beating                          | +44                 |                                      |
| 2007 | Dj Skee Presents Expensive Taste                       | Expensive Taste     |                                      |
| 2007 | Wolves                                                 | Idiot Pilot         |                                      |
| 2007 | The Best Damn Thing                                    | Avril Lavigne       |                                      |
| 2007 | Get Money, Stay True                                   | Paul Wall           |                                      |
| 2007 | Umbrella                                               | Rihanna             | Defjam.com                           |
| 2007 | Doe Boy Fresh                                          | Three 6 Mafia       |                                      |
| 2007 | Crank That                                             | Soulja Boy          | iTunes                               |
| 2007 | The Way It Is                                          | BLUESTeNATION       |                                      |
| 2007 | Black Roses                                            | the Federation      |                                      |
| 2008 | Dope Boys                                              | The Game            | Geffen Records                       |
| 2009 | 3 a.m.                                                 | Eminem              | Aftermath Entertainment / Interscope |
| 2011 | Give the Drummer Some                                  | Travis Barker       | Interscope Records                   |
| 2019 | Live Fast, Die Whenever                                | $uicideboy$         | G*59 Records                         |